# Flörsheimer St. Anna Kapelle
St. Anna Kapelle ist eine Weinlage auf dem Gebiet der Stadt Flörsheim am Main. Sie gehört zur Großlage Daubhaus im Weinanbaugebiet Rheingau.

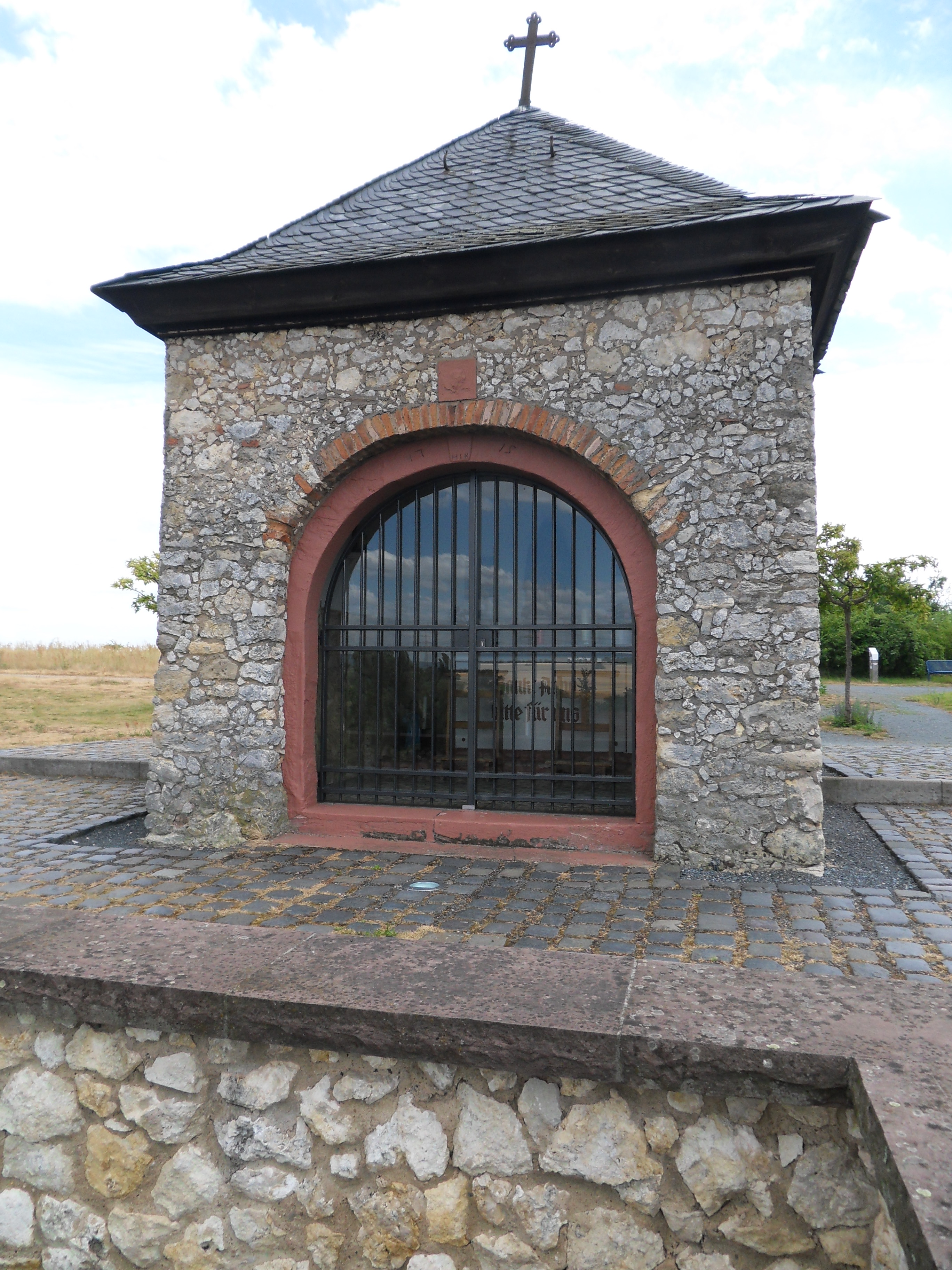
Die namensgebende St.-Anna-Kapelle (2010)

## Namensgeberin
Namensgeberin der Einzellage ist die gleichnamige und der heiligen Anna gewidmete Kapelle, die sich oberhalb des Weinbergs erhebt. Sie wurde 1715 als schlichter 3 × 3 Meter großer Bau mit Zeltdach und rundbogiger Sandsteinlaibung errichtet. Sie beherbergt eine Skulptur der Anna selbdritt. Die Kapelle gehört als Hauskapelle zu der im Jahre 1699 aus Bruchsteinen sowie Fachwerk erbauten und hangabwärts liegenden Wiesenmühle. Diese wurde wegen ihres ehemaligen Besitzers, des Mainzer Weihbischofs Johann Edmund Gedult von Jungenfeld, auch Bischofsmühle genannt und wurde als Mühle bis in die Zeit nach dem Ersten Weltkrieg genutzt.

## Weinlage
Die mit 0,5 Hektar Rebfläche kleinste Einzellage im Weinbaugebiet Rheingau bedeckt die steil nach Westen geneigte Geländestufe zwischen der am Wickerbach gelegenen Wiesenmühle und der St.-Anna-Kapelle. Im Norden und Süden grenzt die Rebfläche an das Natur- und Landschaftsschutzgebiet Wickerbachaue von Flörsheim und Hochheim. Der Boden besteht aus Kalklöss mit kiesigen Bestandteilen der Mainterrassen. Die Weine sind durch mineralische und ausgeprägte, fruchtig-rassige Säure geprägt. Die Weinlage befindet sich im Alleinbesitz des Gasthofs Wiesenmühle. Dieser schenkt von dort als Weine aus eigenem Anbau die Rebsorten Riesling und Rivaner aus.